# Ołtarz Oddich
Ołtarz Oddich (również: Koronacja Madonny) – obraz ołtarzowy wykonany przez Rafaela Santiego, znajdujący się w zbiorach Pinakoteki Watykańskiej. Został wykonany ok. 1502–1504 roku na zamówienie Alessandry degli Oddi. Powstał on wraz z trzema predellami: Zwiastowanie, Pokłon Trzech Króli i Ofiarowanie Chrystusa w świątyni.
Kompozycja przedstawia koronację Matki Boskiej. Postaci w dolnej partii obrazu zgromadzone są wokół ukośnie umieszczonego sarkofagu. Jego bryła została wykreślona zgodnie z zasadami geometrii, podobnie jak rozłożenie świateł i cieni. Taki zabieg podkreśla przestrzenność obrazu i decyduje o rozmieszczeniu apostołów, którzy przedstawiają odmienne typy ludzkie. Święty Tomasz trzyma pas podarowany przez Matkę Boską. Górna część zajęta jest z kolei przez postać Matki Boskiej i Jezusa. Są oni otoczeni aniołami grających na instrumentach muzycznych i cherubinami.
Na obrazie dostrzegalne są inspiracje twórczością Perugina i Pinturicchia.
O ołtarzu i jego zleceniodawcy pisze Giorgio Vasari w Żywotach najsławniejszych malarzy, rzeźbiarzy i architektów. Zdaniem Vasariego osoby nieobeznane w sztuce mogły przypuszczać, że ołtarz wykonał mistrz Rafaela Perugino, ponieważ Rafael dopiero zaczynał szukać własnego stylu. W 1797 roku obraz trafił do Paryża, w 1815 roku wrócił do Włoch, gdzie trafił do Pinakoteki Watykańskiej.